# Bela Vista (São Paulo)
Pour les articles homonymes, voir Bela Vista (homonymie).
 (décembre 2021).
Si vous disposez d'ouvrages ou d'articles de référence ou si vous connaissez des sites web de qualité traitant du thème abordé ici, merci de compléter l'article en donnant les références utiles à sa vérifiabilité et en les liant à la section « Notes et références ».
Bela Vista est un district situé dans la région centrale de la municipalité de São Paulo, couvrant les quartiers de Bela Vista, Morro dos Ingleses et Bixiga (non officiel).
Dans ses limites se trouvent certaines des attractions les plus importantes de São Paulo, telles que le légendaire quartier de Bixiga, avec ses cantines, ses théâtres et ses festivals populaires, et le musée d'art de São Paulo. Il abrite également l'École d'administration des affaires de São Paulo de la Fondation Getulio Vargas, une référence en matière d'enseignement de l'administration des affaires au Brésil.
Le quartier est desservi par la ligne 2-Verte du métro et sera à l'avenir également desservi par la ligne 6-Orange. Le roman Anarchistes, grâce à Dieu de Zélia Gattai se déroule dans le quartier ainsi qu'une partie de l'intrigue de deux livres populaires pour enfants et jeunes intitulés O Mistério do Cinco Estrelas et O Covil dos Vampiros.
Bela Vista présente un grand contraste social, avec des familles de la classe moyenne supérieure à Morro dos Ingleses, près de l'avenue Paulista, et des familles de la classe moyenne dans la région appelée Bixiga.
Le quartier, qui a accueilli un grand nombre d'immigrants italiens dans la seconde moitié du XIXe siècle et au début du XXe siècle, organise l'un des événements de rue les plus traditionnels et les plus anciens de São Paulo, la Fête de Nossa Senhora de Achiropita, qui se déroule lieu tous les week-ends du mois d'août. La 92e édition de la fête a eu lieu en 2018.

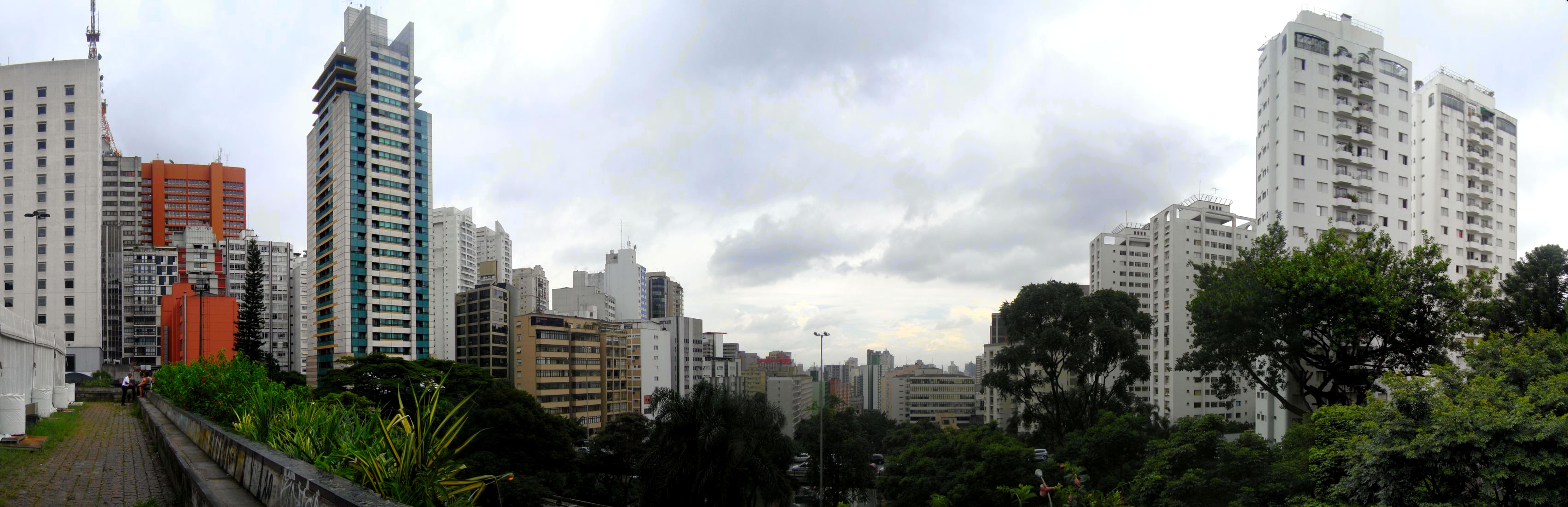
Panorama du quartier vu du MASP.

## Limites
- Nord : Liaison Est-Ouest.
- Est : Avenue Vinte e Três de Maio.
- Sud : Viaduc do Paraíso, Rue do Paraíso.
- Sud-ouest/Ouest : Avenue Bernardino de Campos, Place Osvaldo Cruz, Avenue Paulista.
- Ouest/Nord-ouest : Rue Frei Caneca, Rue Avanhandava.

## Districts limitrophes
- República (Nord-Est).
- Liberdade (Est).
- Vila Mariana (Sud-Est).
- Jardim Paulista (Sud-Ouest).
- Consolação (Nord-Ouest).